# ジーン・グロスマン
ジーン・グロスマン（Gene Michael Grossman、1955年12月11日 - ）は、アメリカのニューヨーク州ニューヨーク出身の経済学者である。専門は、国際貿易論であるが、特に「経済成長と貿易の関係」と「貿易政策の政治経済学」に中心を置いている。エルハナン・ヘルプマンとともに経済発展や政治経済学の研究を行っている。（なおサンフォード・グロスマン、ハーシェル・グロスマンは別人である。）

## 経歴
- 1976年 イエール大学経済学部卒業
- 1980年 マサチューセッツ工科大学Ph.D
- 1980年 - 1985年　プリンストン大学経済学・国際関係学の助教授
- 1985年 - 1988年　同准教授
- 1988年 - 1992年　同教授
- 1992年 - 現在　同大学教授（the Jacob Viner Professor of International Economics）

## 受賞・講演
- 2006年 トムソン・ロイター引用栄誉賞
- 2007年 ワルラス・パレート記念講演

## 著書

### 共著
- Innovation and Growth in the Global Economy, with Elhanan Helpman, (MIT Press, 1991).

大住圭介監訳『イノベーションと内生的経済成長――グローバル経済における理論分析』（創文社, 1998年）
- Special Interest Politics, with Elhanan Helpman, (MIT Press, 2001).
- Interest Groups and Trade Policy, with Elhanan Helpman, (Princeton University Press, 2002).

### 編著
- Imperfect Competition and International Trade, (MIT Press, 1992).
- Economic Growth: Theory and Evidence 2 vols., (E. Elgar, 1996).

### 共編著
- The Political Economy of Trade Policy: Papers in Honor of Jagdish Bhagwati, co-edited with Robert C. Feenstra and Douglas A. Irwin, (MIT Press, 1996).
- Handbook of International Economics, co-edited with Kenneth Rogoff, (Elsevier, 2001).